# NGC 7671
NGC 7671 في الفهرس العام الجديد، هي مجرة، تقع في كوكبة الفرس الأعظم. اكتشفت في 21 أكتوبر 1784 بواسطة ويليام هيرشل.

## روابط خارجية
- NGC 7671 على موقع ويكي سكاي: DSS2, SDSS, GALEX, IRAS, Hydrogen α, X-Ray, Astrophoto, Sky Map, Articles and images